# Maranhão (Avis)
Maranhão is een plaats (freguesia) in de Portugese gemeente Avis en telt 98 inwoners (2001).